# 京阪エバーナイス社
株式会社京阪エバーナイス社（けいはんエバーナイスしゃ）は、京阪沿線を中心にレストランや売店を運営などをしていた京阪グループの企業。1999年に京阪電気鉄道の出資により設立された。2007年に同じ京阪グループの京阪レストランの子会社となり、2010年4月1日に京阪レストランに吸収合併された。

## 概要
- 本社所在地　京都府京田辺市山手東一丁目1番地6 京阪エンジニアリングサービス松井山手ビル2階

## 店舗一覧
- 自社ブランド
  - 創作キッチン ロクサーナ（京都府京田辺市）
本社が入居するビルの1階にある。
  - らーめん麺恋家（京都府京田辺市）
- フランチャイズ
  - 函館市場 （回転寿司）京都宇治店（京都府宇治市）
  - 函館市場 京都桂店（京都府京都市）
  - キャナリィ・ロウ 寝屋川公園店（大阪府寝屋川市）
  - サンマルク 松井山手店（京都府京田辺市）